# Aphomoeoma mesembrinum
Aphomoeoma mesembrinum är en fjärilsart som beskrevs av Collenette 1959. Aphomoeoma mesembrinum ingår i släktet Aphomoeoma och familjen tofsspinnare. Inga underarter finns listade i Catalogue of Life.